# Obležení Hlohova
Obležení Hlohova a s tím spojená Bitva na Psích polích je prvním velkým vítězstvím Poláků proti mocnému cizímu nepříteli a tak zaujímá v polských dějinách významné místo. Díky kronice Galla Anonyma jsou tyto události velmi známé a zaujímají v polském historickém vědomí významné místo.

## Tažení do Polska a bitva
V létě roku 1109 využil římský král Jindřich V. žádosti Zbyhněva, neúspěšného kandidáta na polský trůn, aby mu pomohl v boji proti Boleslavovi III. a vydal se s vojskem do Polska. K císaři se připojil i český kníže Svatopluk. Každý z nich sledoval vlastní cíl: Jindřich V. chtěl obnovit svrchovanost Říše v Polsku, Svatopluk měl zájem především o Slezsko.
Avšak ani v bitvě na Psích polích, ani při následném obléhání Hlohova nebyl císař úspěšný a v září odtáhl zpět do Německa.

## Důsledky bitvy
Výprava skončila pro říšského krále naprostým neúspěchem, naopak Boleslav III. upevnil své postavení na polském trůně bez těsnější závislosti na Říši a mohl se věnovat expanzi do Pomořan.

## Mýtus

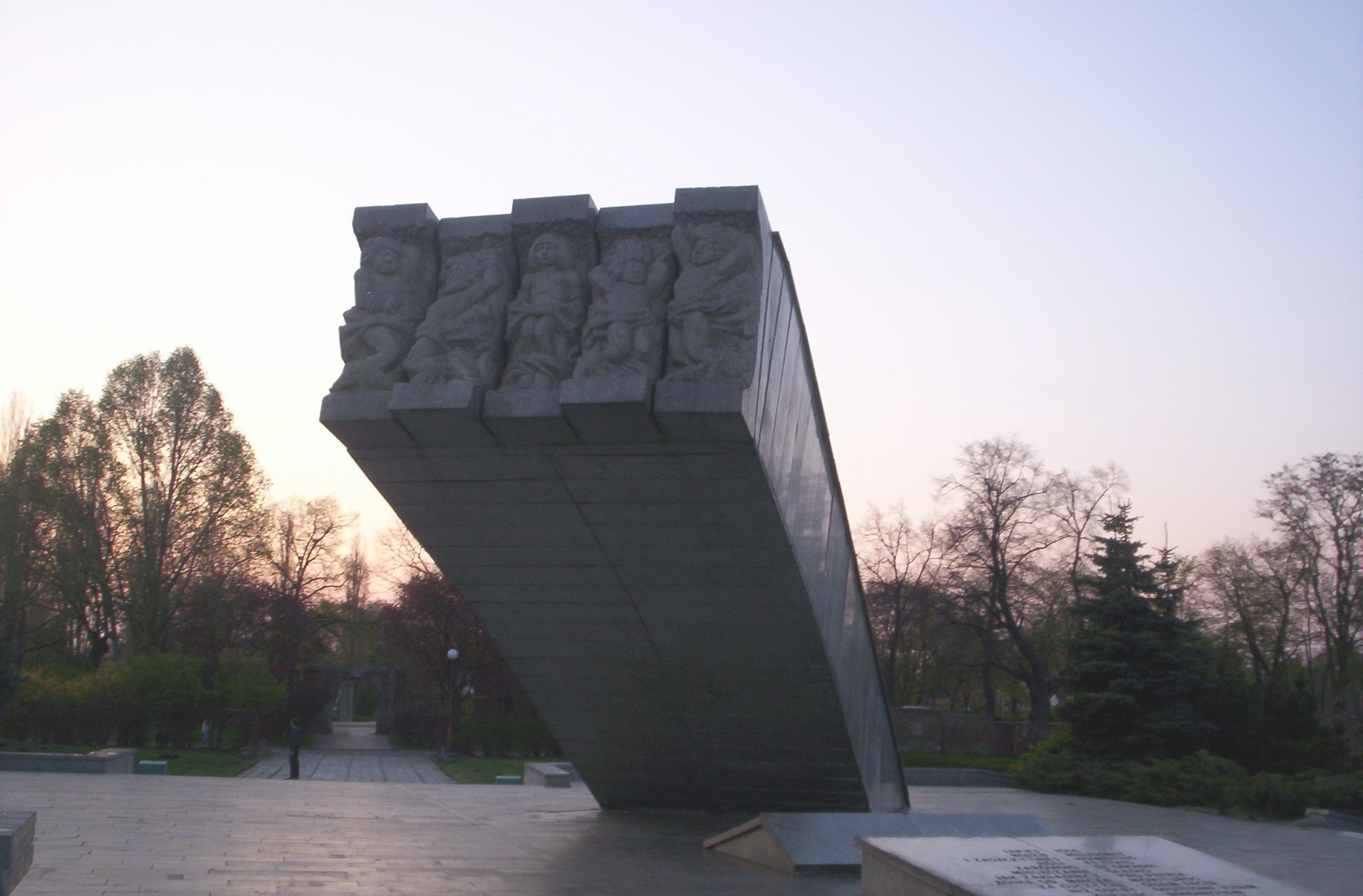
Pomník hlohovským dětem, které zahynuly jako rukojmí císařského vojska

Obležení Hlohova a vítězství Poláků nad silnějším nepřítelem je v polské historické tradici velmi živé a tvoří tak spolu s bitvou u Grunvaldu a zázrakem v Čenstochové základ mýtu o neporazitelnosti polského národa.